# Terrordåden i Paris i november 2015
Terrordåden i Paris i november 2015 var ett samordnat terrorattentat med skottlossningar och explosioner på sex platser i centrala Paris och i förorten Saint-Denis den 13 och 14 november 2015. 130 personer dödades och över 350 skadades vid dådet. 89 av dödsoffren och över 300 av de skadade befann sig i konsertlokalen Bataclan.
Dagen efter anklagade Frankrikes president François Hollande Islamiska staten för att ha organiserat dådet, vilket bekräftades då terrororganisationen i ett uttalande tog på sig ansvaret.

## Tidslinje
13 november 2015:
- 21:20 – Första självmordsbombningen nära Stade de France.[16]
- 21:25 – Skottlossning på rue Bichat.[16]
- 21:30 – Andra självmordsbombningen nära Stade de France.[16]
- 21:32 – Skottlossning på rue de la Fontaine-au-Roi.[16]
- 21:36 – Skottlossning på rue de Charonne.[16]
- 21:40 – Självmordsbombning på boulevard Voltaire.[16]
- 21:40 – Fyra män går in i konsertlokalen Bataclan och börjar skjuta.[16]
- 21:53 – Tredje självmordsbombningen nära Stade de France.[16]
- 22:00 – Gisslan tas i Bataclan.[17]

14 november 2015:
- 00:20 – Säkerhetsstyrkor går in i Bataclan.[16]
- 00:58 – Fransk polis avslutar belägringen på Bataclan.[17]

## Händelser
Tre självmordsbomber utlöstes utanför nationalarenan Stade de France i Saint-Denis. I centrala Paris öppnade attentatsmän eld vid restaurangerna Le Petit Cambodge och La Belle Equipe samt vid baren Le Carillon. Därefter sköts ett stort antal människor i konserthallen Le Bataclan varefter gisslan togs. Ytterligare en självmordsbomb utlöstes vid caféet Comptoir Voltaire.

### Fotbollsarenan Stade de France

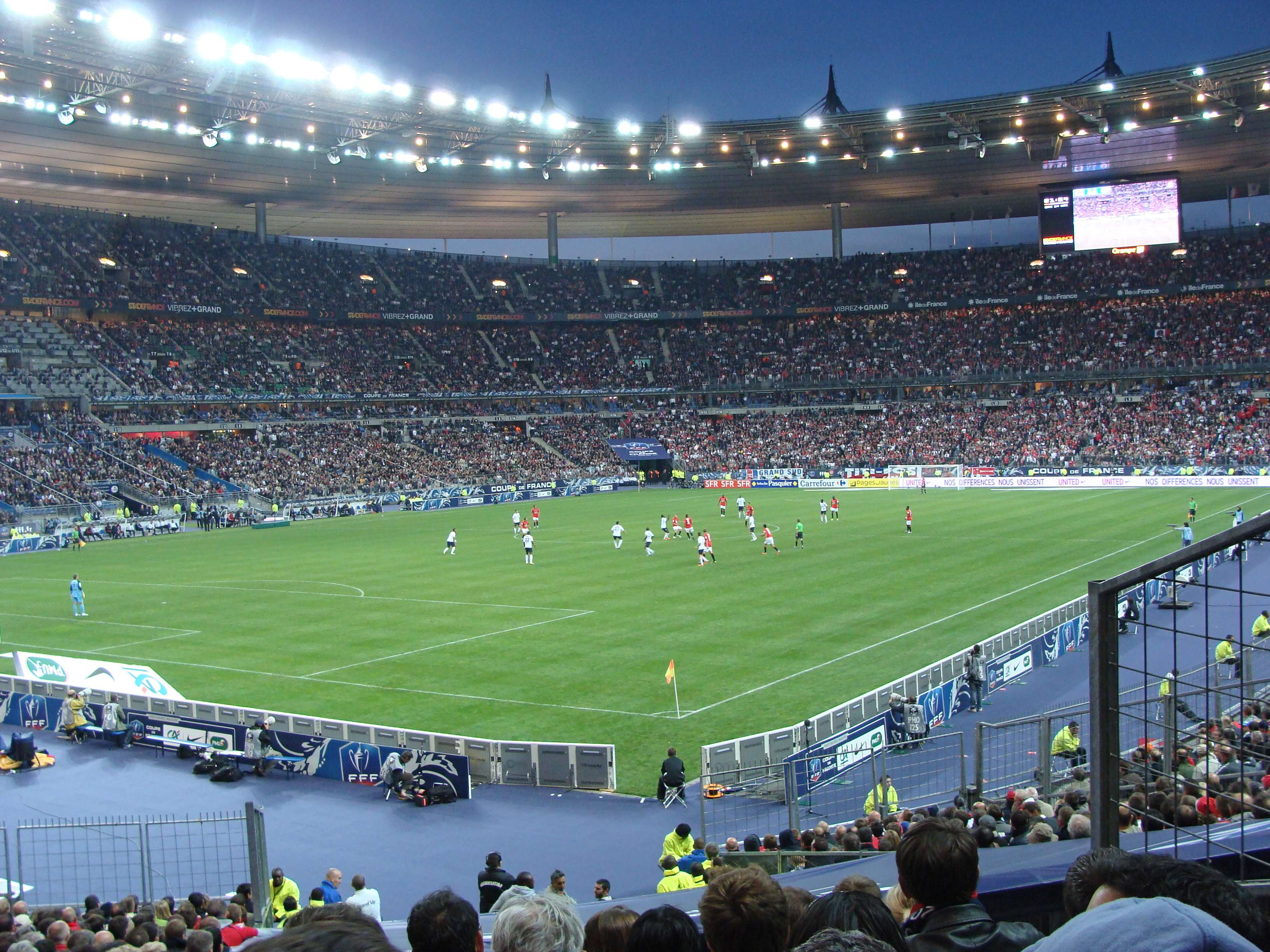
Stade de France i maj 2011.

Förloppet inleddes omkring 21.20 då tre explosioner inträffade i närheten av nationalarenan Stade de France under ett tiotal minuter. På stadion pågick en vänskapsmatch i fotboll mellan Frankrikes och Tysklands herrlandslag. Minst fyra personer dödades, varav minst två förövare när självmordsbombare utlöste bomberna.
Frankrikes president, François Hollande, var på stadion för att se matchen och fördes oskadd i säkerhet.

### Restaurangerna Le Petit Cambodge och Le Ca Rillon

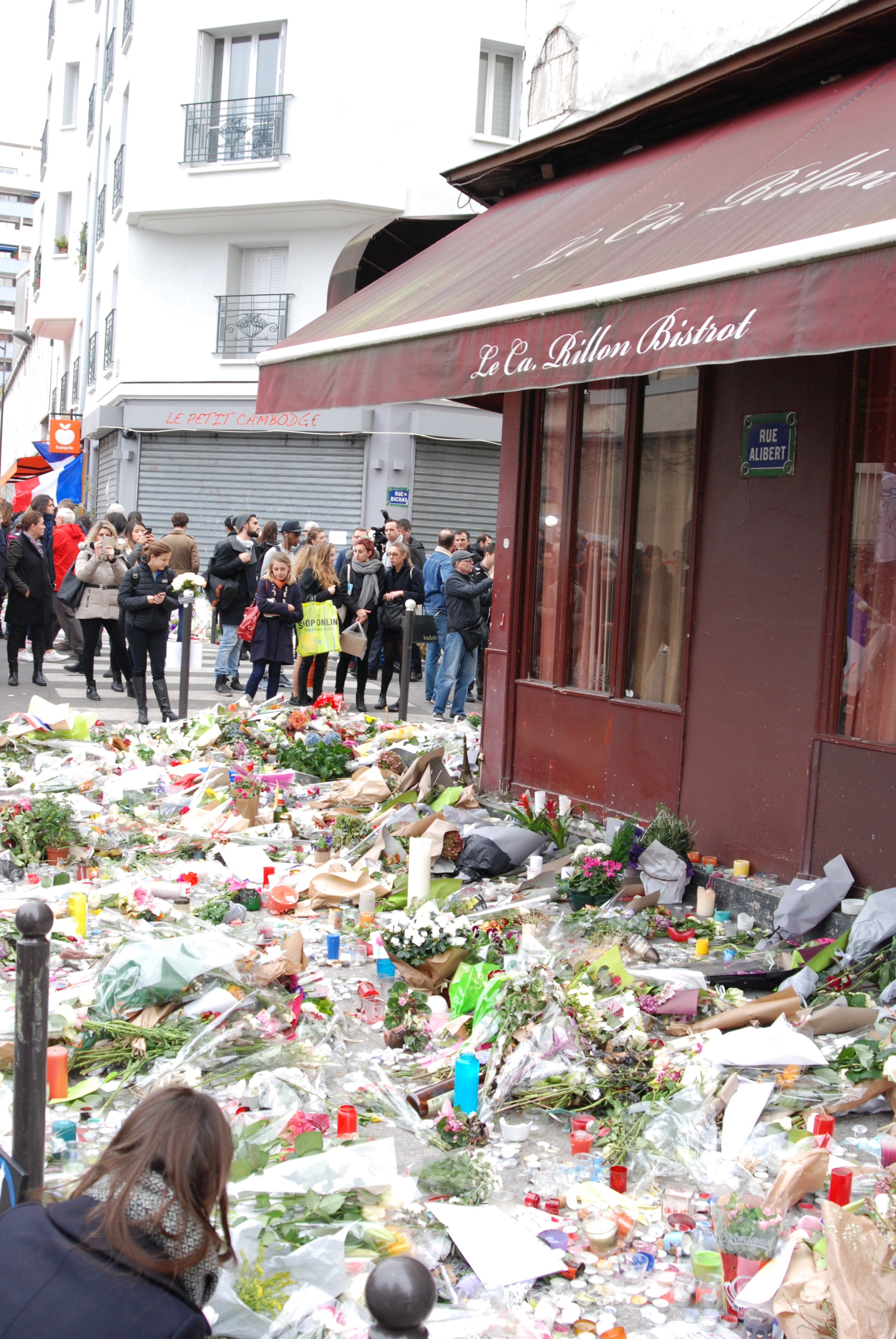
Blomsterhavet utanför Le Carillon dagarna efter attentatet.

Ungefär samtidigt som explosionerna vid Stade de France öppnade en person eld med automatvapen från en bil i rörelse och sköt ned gäster som satt utanför restaurangerna Le Ca Rillon och le Petit Cambodge. Minst 14 personer dödades och tio skadades svårt.

### Konsertlokalen Bataclan

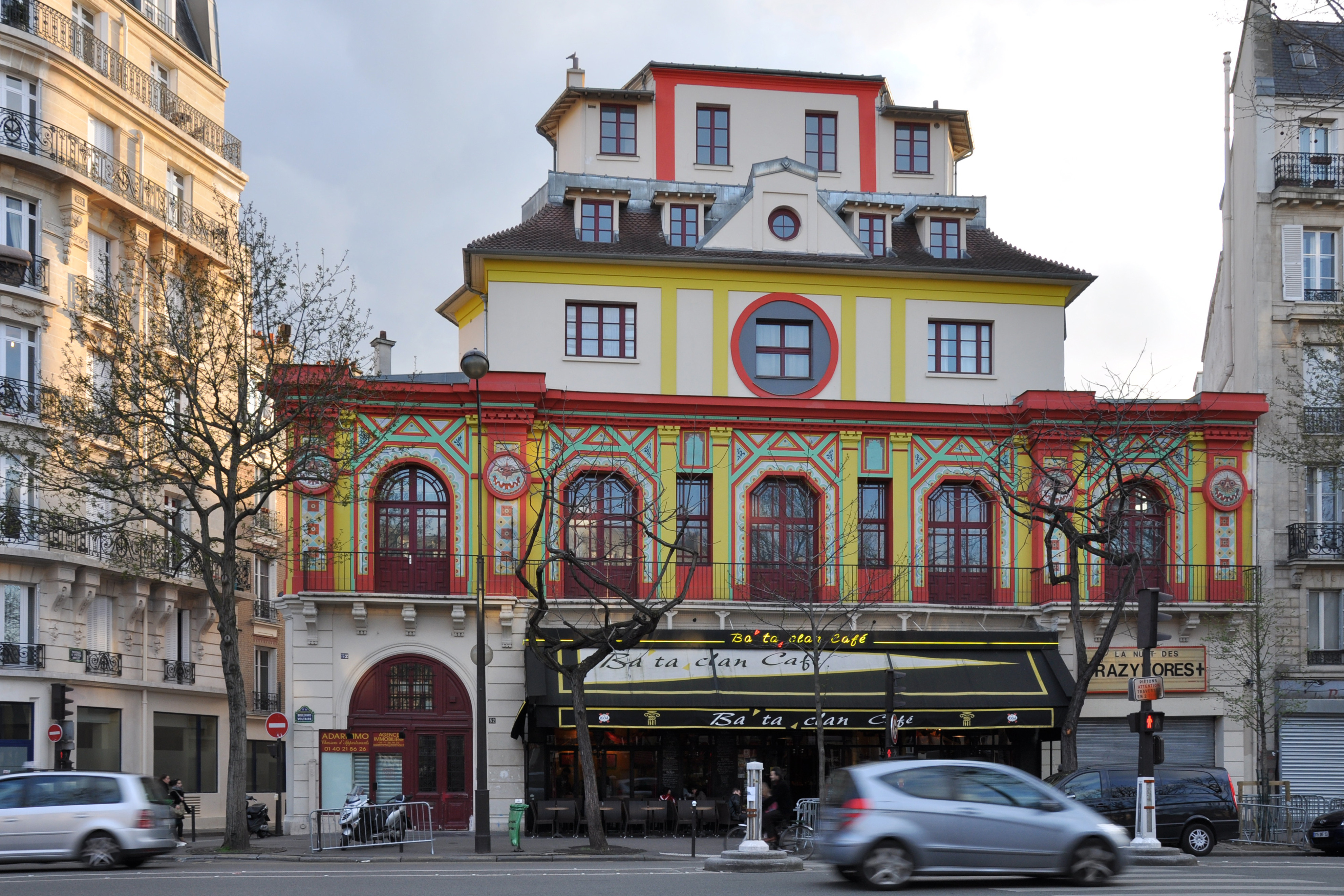
Bataclan i april 2008.

Minuterna efter attentaten utanför restaurangerna öppnade tre män eld i den fullsatta konsertlokalen Bataclan där det amerikanska bandet Eagles of Death Metal spelade. 89 personer dödades och över 300 skadades. Enligt överlevande ögonvittnen gick attentatsmännen runt bland de som låg på golvet och sparkade dem. De som visade tecken på liv sköts i huvudet av gärningsmännen. Gärningsmännen laddade om sina vapen flera gånger och log när de sköt mot människor som försökte fly. Attentatsmännen stannade kvar i lokalerna och tog de överlevande som gisslan. Vid 00.20 slog en insatsstyrka till mot konsertlokalen och fritog gisslan, varvid en attentatsman sköts ned och två andra sprängde sig själva i luften med sina bombvästar.

### McDonald's
21.45, fem minuter efter att attacken mot Bataclan inleddes, öppnade attentatsmän eld utanför en McDonald's-restaurang, vid vägarna rue du Fabourg-du-Temple och rue de la Fontaine-au-Roi. Fem dödades och åtta skadades svårt.

### Restaurang La Belle Équipe
Ytterligare tio minuter senare sköt en man mot de gäster som satt utanför en restaurang i korsningen mellan rue Faidherbe och la rue de Charonne. 19 dödades och 14 skadades svårt.

### Caféet Comptoir Voltaire
En annan angripare detonerade sin självmordsväst cirka 21:40 på boulevarden Voltaire, också det i den 11:e arrondissement, nära Place de la Nation. Han befann sig vid caféet Comptoir Voltaire och dödade sig själv och ytterligare en person.

## Gärningsmän
Åtta terrorister bekräftades döda. Sju av dessa sprängde sig själva till döds. Attackerna uppgavs av Paris chefsåklagare Francois Molins ha varit organiserade i tre grupper.
I närheten av brottsplatserna hittade polisen ett syriskt och ett egyptiskt pass. Det syriska passet, som hittades vid Stade de France, tillhörde en man som i Grekland registrerats som asylsökande. En av gärningsmännen vid Bataclan identifierades genom fingeravtryck som 29-åriga Omar Ismail Mostefai, född i Frankrike och tidigare dömd för flera ringa brott och kopplad till terrorutredningar.
Den 18 mars 2016 greps Salah Abdeslam, misstänkt för inblandning i attackerna. Hans äldre bror Brahim, som också deltog i attentatet, sprängde sig själv till döds vid Comptoir Voltaire.
I mars 2019 dömdes Jawad Bendaoud till fyra års fängelse för att ha gett husrum till den förmodade organisatören bakom attacken Abdelhamid Abaaoud(en) samt ytterligare en gärningsman. I augusti 2019 dömdes Bendaoud till ytterligare sex månaders fängelse för att ha mordhotat en fängelsevakt.
I juni 2022 dömdes Salah Abdeslam i Frankrike till livstids fängelse. Även 18 andra personer dömdes.  En av de dömda är den svenske medborgaren Osama Krayen som har skaffat vapen och givit hjälp, och fick 30 års fängelse.

## Efterspel
Frankrike upprättade gränskontroller och införde undantagstillstånd efter dåden. Tre dagars landssorg utlystes av presidenten.
Dagen efter dådet anklagade president François Hollande Islamiska staten för att ha organiserat dådet, vilket bekräftades då terrororganisationen i ett uttalande tog på sig ansvaret.
En jakt på de terrormisstänkta inleddes i Frankrike och Belgien. Man gick även ut med en internationell efterlysning av Salah Abdeslam som misstänks ligga bakom en av attackerna i Paris. 3000 husrannsakningar och 400 beslut om hus- eller kommunarrest ägde rum under de två första månaderna efter händelsen.
I augusti 2016 tillkännagav Frankrikes inrikesminister Bernard Cazeneuve att runt 20 radikaliserade moskéer hade stängts sedan december 2015 samt att runt 80 hatpredikanter hade utvisats ur landet sedan 2012.

### Undantagstillståndet
Undantagstillståndet förlängdes och fortsatte att gälla i över två år och efter sex förlängningar tills det hävdes den 1 november 2017 i samband med att en ny terrorlagstiftning trädde i kraft.
Undantagstillståndet har främst drabbat landets muslimer, men även bland annat miljöaktivister som har fått restriktioner i vardagen och har utsatts för husrannsakan inom ramen för undantagstillståndet. Undantagslagarna har en diskriminerande effekt och tillämpas med inriktning mot personer som man tror en dag skulle kunna begå ett attentat.
Enligt statsvetaren Vanessa Codaccioni har undantagstillståndet normaliserats och dess syfte är inte längre att jaga gärningsmännen, men har istället en politisk förklaring som bottnar i människors rädsla. Det råder politisk konsensus i Frankrike att förflytta makt till polis och underrättelsetjänster som utreder och övervakar. En kritiker till undantagstillståndet är Amnesty International som med flera exempel visat på rättsövergrepp och ingripanden som de menar får orimliga konsekvenser för enskilda.
Den 3 oktober 2017 röstade en överväldigande majoritet i det franska underhuset i parlamentet för en ny terrorlag som permanentade många av befogenheter som myndigheterna haft i samband med undantagstillståndet. Bland annat kan myndigheter, utan tillstånd från en domare, begränsa rörelsefriheten för den som misstänks vara sympatisör för jihad samt genomföra oannonserade id-kontroller på gatorna.
Enligt en undersökning som genomfördes i början av oktober 2017 hade den nya lagstiftningen stöd av över 80 procent av fransmännen.

## Döda och skadade
130 människor dödades och över 350 skadades under attackerna, med minst 80 som rapporterades vara i kritiskt tillstånd. Svenska Utrikesdepartementet rapporterade att minst en svensk dödades och en annan skadades under attackerna. Enligt Belgiens utrikesminister Didier Reynders dödades två belgare. Australiens utrikesminister Julie Bishop informerade att en australiensare bekräftades som skadad.